# Уанкайо
Уанкайо (на испански: Huancayo) е град и столица на регион Хунин, Централно Перу. Населението на градската агломерация е 411 267 жители (по данни от преброяването от 2017 г.). Намира се на 3259 м н.в. Основан е на 1 юни 1572 г. Пощенският му код е 64. Разполага с 4 университета. Уанкайо е културният и икономически център на целия централен перуански регион на Андите.